# 康克林 (密蘇里州)
康克林（英語：Conklin）是位於美國密蘇里州韋伯斯特縣的非建制地區。

## 歷史
康克林的郵局於1881年設立，其後於1906年停運。

## 地理
康克林所處的海拔為高於海平面429米（即1408英呎），而該地所採用的時區為UTC-6，即北美中部時區（CST）。同時該地設有夏令時間，為UTC-6調快一小時，即UTC-5（CDT）。